# 성원여객 (서울)
성원여객(成元旅客)은 서울특별시 성북구 보국문로 145 (정릉동)에 있는 전환 시내버스 업체이다.

## 역사
- 1994년 5월: 대성운수의 계열사로 설립
- 2004년 7월 1일: 서울시내버스 개편과 함께 대성운수의 성북구 순환 노선들을 인수하여 시내버스 업체로 전환
- 2005년: 대성운수와 계열 분리
- 2009년 2월: 사명을 대성통운에서 성원여객으로 변경
- 2015년: 상진운수와 2115번 노선에 대해 공동배차 협약을 맺었다.
- 2023년 7월: 사모펀드 '차파트너스'에 피인수
- 2023년 12월: 서울 도원교통에 전 노선 양도에 따라 사실상 폐업

## 역대 운행 노선
| 운행노선 | 운행구간                      | 운행구간 | 운행구간                     | 비고                                                                                        |
| -------- | ----------------------------- | -------- | ---------------------------- | ------------------------------------------------------------------------------------------- |
| 1111번   | 강북구 번동                   | ↔        | 성북구 성북동                | 구 417번. 한성운수와 공동배차로 운행했다.                                                   |
| 1162번   | 성북구 돈암동 성북구민회관    | ↔        | 성북구 보문역                | 구 성북마을 2번. 회차시 성북구청 정문, 삼선동 주민센터 경유.대진여객과 공동배차로 운행했다. |
| 1163번   | 우촌초등학교                  | ↔        | 돈암소방파출소               | 구 성북마을 2-1번, 2005년 중반 폐선                                                         |
| 1164번   | 성북구 정릉동 서경대학교 본관 | ↔        | 성북구 길음역                | 구 성북마을 9번. 회차시 성북우체국, KT월곡지사 경유                                         |
| 1212번   | 서경대학교                    | ↔        | 제기동역                     | 2013년 9월 26일 상진운수 2223번과 통합하여 2115번으로 변경, 구 406번                        |
| 2115번   | 중랑구 신내동 중랑공영차고지  | ↔        | 성북구 정릉동 서경대학교입구 | 구 1212번, 2223번 통합. 상진운수와 공동배차로 운행했다.                                     |